# Burgos de Pamplona

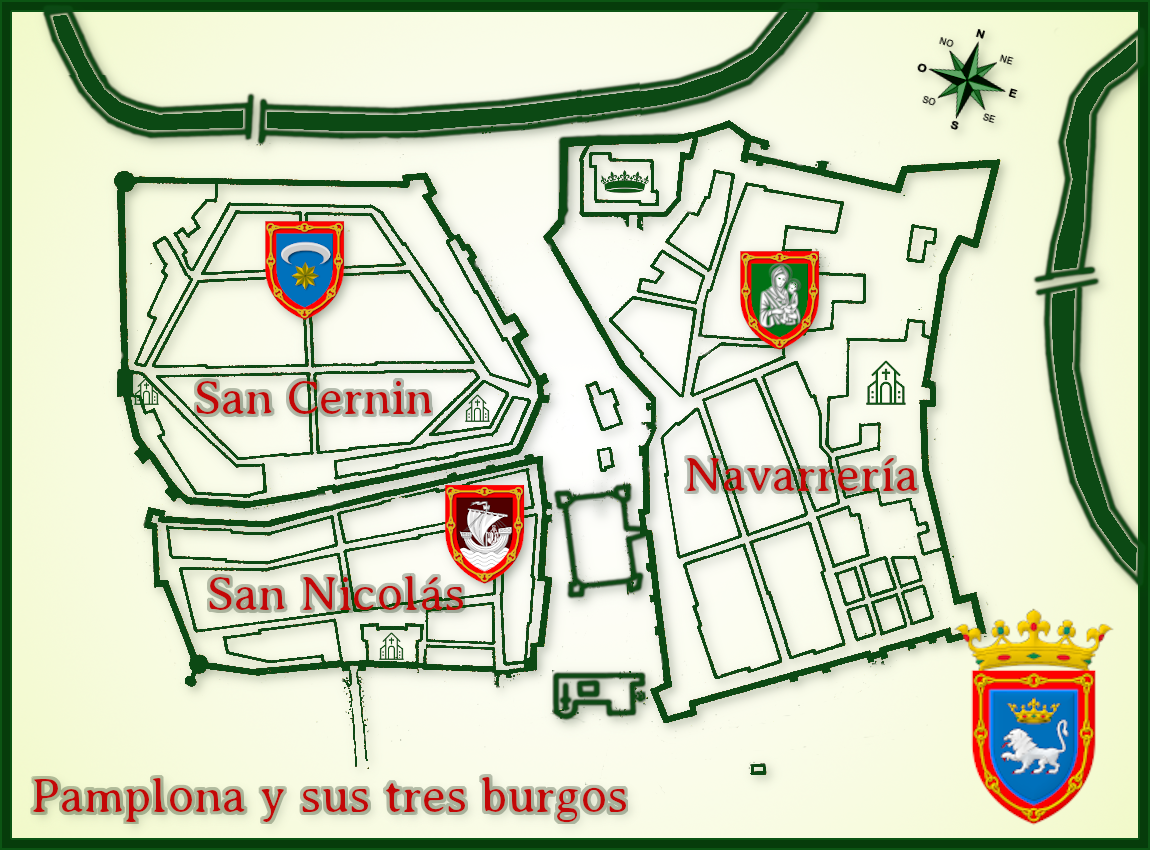
Burgos de Pamplona

Los Burgos de Pamplona fueron básicamente tres núcleos de población diferenciados que conformaban durante la Edad Media el antiguo municipio romano de Pompelo y en época moderna y actual la ciudad de Pamplona. Estos tres núcleos —comúnmente llamados "burgos"— eran la Ciudad de la Navarrería (heredera directa de la antigua civitas romana y poblada de habitantes auctóctonos), el Burgo de San Cernin (poblada por habitantes de origen franco)  y la Población de San Nicolás (poblada con habitantes tanto auctóctonos como francos). En algunos momentos hubo un efímero cuarto núcleo, el conocido como Burgo de San Miguel, mencionado en 1213 por primera vez y desaparecido en 1276 con la destrucción de la Navarrería.

## Introducción
La Pamplona medieval, haciendo referencia al conjunto de los tres núcleos urbanos, era ciudad y señorío episcopal desde principios del siglo XI, pero también sede regia y cuna del Reino de Pamplona que, posteriormente, pasará a llamarse Reino de Navarra. Esta Pamplona tripartita, en el corazón de la cuenca que da nombre, estaba asentada sobre una estratégica terraza del río Arga cuyas escarpadas paredes cayendo sobre su cauce del río la hacían atractiva y extraordinaria como fortaleza fácilmente defendible. Es un altozano con algo más de 23 km² de extensión.
Las continuas diferencias y disputas entre estos tres núcleos llevó al rey Carlos III de Navarra a dictar el Privilegio de la Unión (1423) por el cual se establecía una única entidad municipal donde los tres burgos pasaba a conformar el «regimiento» (ayuntamiento) de Pamplona con una jurería (casa consistorial) en terreno de nadie.

## La Ciudad de la Navarrería
En torno al año 1000 d. C., Pamplona se hallaba en un continuado proceso de repoblación. Será Sancho III "el Mayor" quién retome su protección, recuperándose en las zonas próximas a la Catedral, en lo que será la ciudad y que es conocido como ciudad de la Navarrería. Posteriormente, y de una trayectoria histórica breve y desconocida, también aparecieron sendos pequeños apéndices junto a ella: uno el llamado burgo de San Miguel, del que apenas hay documentación y otro la Judería.
Parece probable que a lo largo de todo el primer milenio se conservara la estructura urbana heredada de la antigua ciudad romana. Se cree que la acrópolis de Pompaelo fue más grande que lo que habría de ser el poblamiento de la Navarrería, pero, con las invasiones musulmanas, se habría replegado el poblamiento principalmente hacia los aledaños de la catedral actual. 

Con Sancho Garcés I «se sientan las bases del definitivo control cristiano» en este territorio llegando hasta Deyo y algunas áreas de la Rioja. Bajo la protección regia de Sancho III el Mayor la ciudad se recupera y concentra en el entorno de la catedral de Pamplona. Esta población, de labradores principalmente, era equiparable a una villa bajo dominio del señorío episcopal, estando bajo la jurisdicción del obispo, no sólo en cuestiones espirituales sino también administrativas y judiciales: era una civitas episcopalis, un modelo frecuente en la Europa occidental «según la terminología acuñada por Pirenne». 

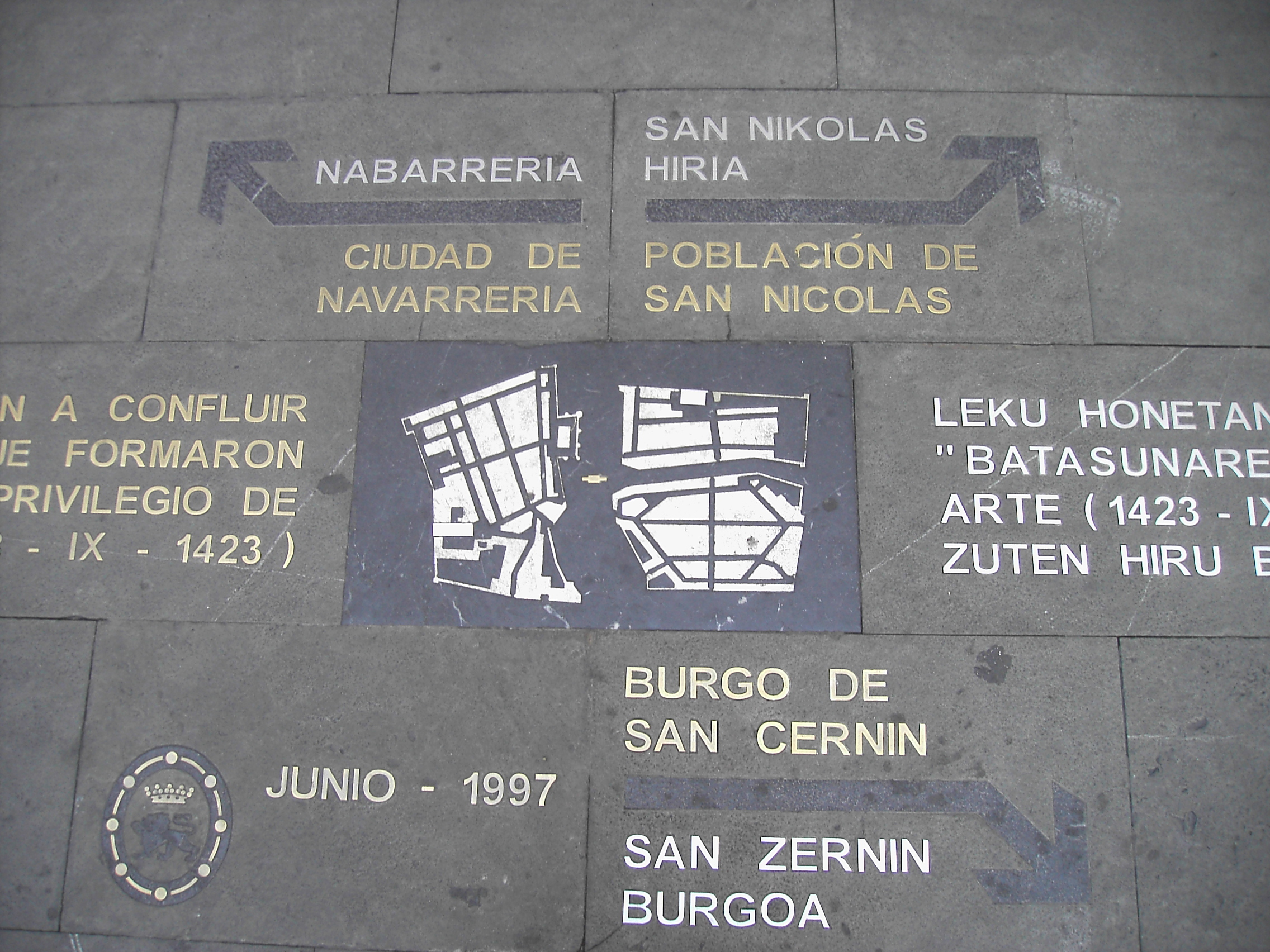
Plano de los burgos en la Plaza Consistorial de Pamplona

Se suele considerar que se fundó durante el reinado de Sancho VI el Sabio que se inició en el año 1150, coincidiendo con la circunstancia de que antes de empezar la campaña contra Castilla (en el otoño de 1162), se detecta un cambio simbólico significativo: Sancho VI dejó de titularse Rex Pampilonensium (Rey de los Pamploneses) para pasar a ser Rex Navarrorum (Rey de los Navarros). Ya en 1177 se detecta por primera vez esta denominación.
Sin mayores certezas documentales que lo puedan corroborar, incluso en el euskera actual, naba es un vocablo cuyo significado de cuenca, hoya, añadido al de (h)erri,-a correspondiente a pueblo, población, nos llena de un sentido verosímil a lo que representa esta estructura urbana y a la, más que probable, forma con la que la gente de la montaña podría referirse a este núcleo de población, nabaerria, haciendo el mayor uso de latinoparlantes, y de demás lenguas romance presentes, lo necesario para que su restante evolución fonética desembocara en la actual Navarrería.
No en vano, además, a diferencia de los montañeses, cuya actividad básica y fundamental sería la ganadera, los habitantes de la cuenca desempeñaban labores más agrícolas y labradoras. Y, a su vez, este tipo de actividad manual, dura y exigente, les diferenciaría notablemente de la realizada en el resto de poblamientos.
Por extensión, quizá espoleado por la sabia decisión de Sancho VI, pasarían a considerarse navarros/as a todos los autóctonos, especialmente por contraposición al origen franco de los pobladores de los demás burgos. Una decisión popular que le permitiría ganarse la adhesión de la mayor parte de la población del reino y aprovechando la recuperación oficial, de iure, del título de rey perdido tras la segregación de Aragón emprendida por su padre García Ramírez el Restaurador.
También por ello, sus vecinos, en su mayoría collazos o siervos de la catedral, estaban en retroceso desde el nacimiento del citado núcleo urbano desde principios del siglo XII, y, para evitar su abandono, el rey Sancho VI el Sabio concedió a sus moradores el mismo fuero de que ya disfrutaban los burgueses de San Saturnino (1189).
Estas concesiones, los permisos para construir edificios entre la vieja ciudad y el burgo pudieron ser algunas de las causas de la crónica rivalidad entre los barrios, salvo breves períodos más pacíficos como en 1266. Sin embargo, las confrontaciones, avivadas coyunturalmente por la oposición de una parte de la nobleza unida dinásticamente con Francia, culminarían en la llamada Guerra de la Navarrería que finalizó con la destrucción total del barrio (1276) y su despoblamiento durante casi medio siglo.
Tras esta desolación, la reconstrucción acometida a partir de 1324 permite la creación de nuevas calles, respetando en parte la antigua distribución. El barrio judío se encontraría en el ángulo sureste de este nuevo núcleo (actual Palacio Arzobispal, Plaza de Santa María La Real y calles de la Merced y Tejería).

## El Burgo de San Cernin

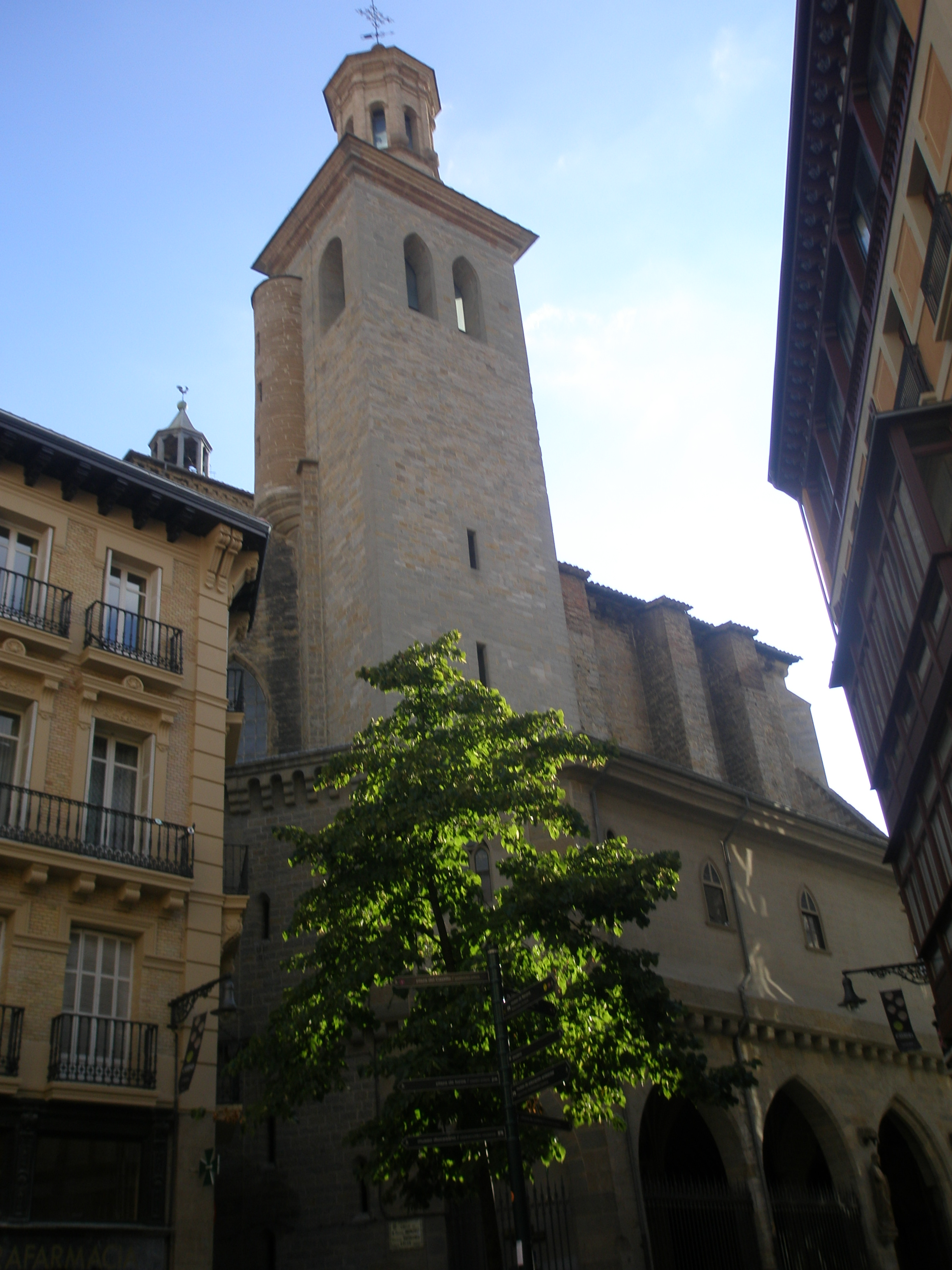
Iglesia de San Cernin

El Burgo de San Cernin es un barrio que surgió fuera de la demarcación de La Navarrería, inicialmente bajo los auspicios del obispo Pedro de Roda (1083-1115). 
Para el año 1129 se reconoce legalmente su existencia, cuando Alfonso el Batallador le da el mismo fuero que ya disfruta otra ciudad, Jaca, con una fuerte presencia franca, y, a diferencia de La Navarrería, de dominio netamente episcopal, quedaba bajo jurisdicción real.
Es propiamente un burgo (el único de los tres así llamados) poblado por francos, el burgo de San Cernin, situado en una llanura elevada al otro lado de la vaguada ubicada en la parte trasera del actual edificio del ayuntamiento. 
Su esquema urbano, en formato hexagonal y simétrico, cruzado por dos calles perpendiculares, hace pensar en un planteamiento urbanístico global.
Se amplió posteriormente extramuros, con la Puebla Nueva del mercado (la zona ocupada actualmente por el convento de los Carmelitas Descalzos y la Plaza de la Virgen de la O)

## La Población de San Nicolás

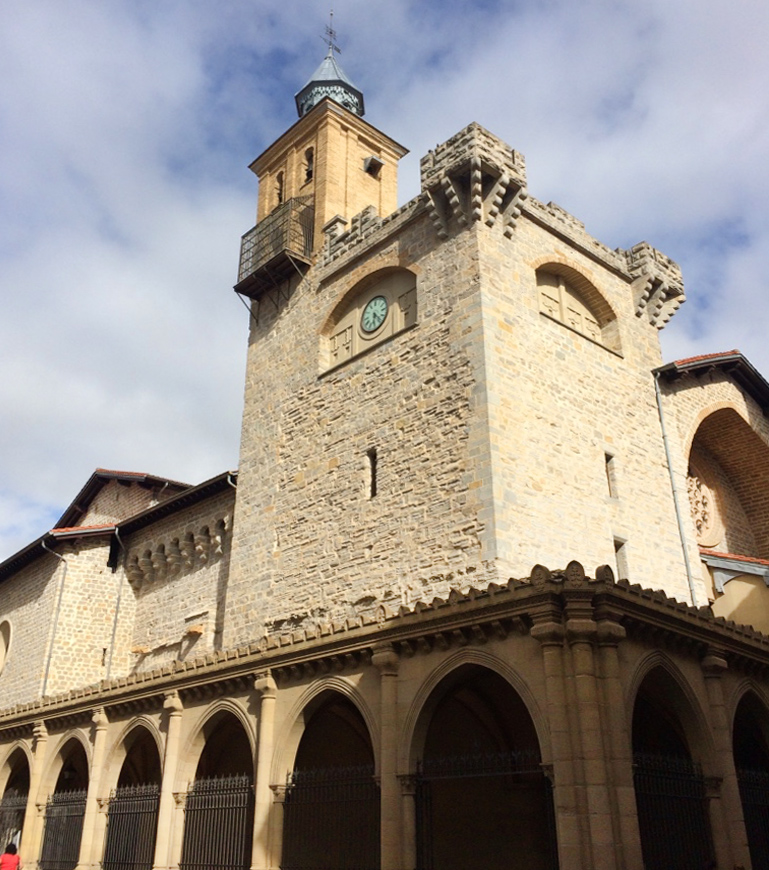
Iglesia de San Nicolás

La Población de San Nicolás se construyó adyacente al burgo de San Cernin, ocasionando numerosos conflictos.
De planta rectangular (denominada planta tipo bastida, similar al de Sangüesa y Puente la Reina), tiene la iglesia de San Nicolás como baluarte defensivo, no sólo frente a una posible agresión exterior desde las llanuras, sino también respecto al burgo de San Cernin. 
Sus habitantes son también francos, pero hay una mayor proporción de oriundos del mundo rural que en San Cernin.

## ElChapitely laTierra de Nadie
Esta explanada del Chapitel y el prado de Predicadores era un espacio intercalado entre las murallas de las tres antiguas poblaciones de Pamplona (el Burgo de San Cernin, la Población de  San Nicolás y la ciudad de la Navarrería).
El chapitel, o almudí, según define Yanguas y Miranda, «era una casa destinada por el rey, en los pueblos de alguna consideración, para que todos los granos de fuera se vendiesen precisamente en ella y se midiesen con los medidas del mismo rey, pagando ciertos dercchos. En Tudela se llamaba Almudí, y pagaban los vendedores medio almud por cada carga de seis robos.»
de trigo anuales que pagaba por dicho chapitel, mandando que todos los vecinos y otros cualesquiera vendiesen el pan (granos) donde quisieren
Antes de 1423, este espacio estaba comprendido fundamentalmente entre la ciudad de la Navarrería, por el lado oriental, y el burgo de San Cernin y la Población de San Nicolás, por el lado occidental. Era una amplia explanada que dividía Pamplona de norte a sur en los grandes bloques mencionados. Los límites de Navarrería entonces llegarían hasta la antigua iglesia de Santa Cecilia, ubicada en la confluencia de las actuales calles de Curia y Navarrería, donde también convergen las calles de Calderería y La Mañueta. A este espacio Pedro de Madrazo lo llamaba «el chapitel de D. Juan Lombart», haciéndose Urabayen eco de ello y, a su vez, de éste Martinena cuando lo llaman Chapitel. Ya apuntaba Madrazo a esta explicación en el nombre de la actual calle Chapitela.
Este gran espacio sería objeto de conflictos y litigios continuos. Por eso mismo, cuando en 1129 el rey Alfonso I de Aragón y de Pamplona, conocido como el Batallador, concede sus privilegios al Burgo de San Cernin se esmera en ratificar la neutralidad de este espacio hasta la Navarrería: 

«Et quod non habeat nulla casa de Sancta Cecilia usque id illam populacionem.»
«Y que no haya casa alguna desde Santa Cecilia hasta aquella población.»
Alfonso el Batallador, 1129.

En 1189 se altera este estado de las cosas cuando el rey Sancho VI de Navarra, «a instancias del obispo y cabildo, otorga a la Navarrería la zona en cuestión, para aprovecharla en la repoblación que se hacía contra todas las aspiraciones, derechos e intereses del Burgo.» Tras ello «se revocan todos los privilegios que hubiese en contra.» Martinena en 1974 consideraba que esta pudo ser una de las principales causas de las hostilidades habidas entre los tres núcleos de población, como ya afirmara en su crónica el Príncipe de Viana:

«e por que en los debates e contiendas que antes solian haber con los del Burgo, por las casas que ficieron dallen de Sancta Cecilia fazia el dicho Burgo en la plaza, la qual era del dicho Burgo.»
Carlos de Viana, siglo XV.

Y unos años antes también hiciera lo mismo Guilhem de Anelier en su poema sobre la Guerra de la Navarrería donde recogía estos versos:

«El rei paire d'aquest fu tan descominal
que fe poblacion lai on era pradal,
sus de Sancta Cecilia, enza, prop del portal;
e cels quailli pobleron firon que desleial

per zo quen altrui terra fe cascuns son logal
quaiso era del borc e dedintz lur cessal
et era cementeri dels morts del hospital
qu'es deuant Sant Cerni, dont la iglesia capdal»
Guilhem de Anelier, siglo XIII

Sin embargo, otros cronistas, como José de Moret, elogiaran esta medida tomada por Sancho el Sabio favorecedora del aumento de la población cuando afirmaba:

«Desde la muralla de la Navarrería, que corría por junto á la iglesia de Santa Cecilia, hasta la barbacana del burgo de S. Saturnino había un vago grande sin población, lleno de jardines y huertos. Y para aumento de la ciudad el Rey mandó que se poblase luego de edificios. Y en la carta que para esto dio, y está en el archivo de la Catedral, dice: Que si los del burgo de S. Saturnino tenían carta ó cartas suyas ó de algún otro rey ó del obispo D. Pedro, ú otro alguno de Pamplona, vedando que desde Santa Cecilia hasta la barbacana de S. Saturnino se pudiese abricar alguna casa, en cnanto á esto las revocaba y anulaba por haberse dado contra el derecho, honor y conveniencia de Santa MARIA y de todo su Reino. ¡Tanto celaba el Rey los honores y emolumentos de la Iglesia, y tanto estimó que Pamplona estuviese bien poblada, que lo reputó por derecho honor y emolumento de todo su Reino.! Lo que aumentó de población ahora, es hoy el mayor comercio y frecuencia de la Ciudad, y con la continuación facilitó la unión»
José de Moret, Anales del Reino de Navarra, libro XIX, capítulo 7, I

Pero esta medida del Sancho el Sabio obedeció al hecho de que Eneco Almoravid le había dado previamente mil áureos óptimos. La Navarrería aprovechó para levantar nuevas casas e incluso «una torre alta y fuerte, de planta cuadrada, que tal vez dio nombre al futuro barrio de la Salinería.» Sancho el Fuerte en 1226 se mostrará más proclive a los nuevos núcleos cuando «declaró que las plazas existentes entre Santa Cecilia y la barbacana del Burgo serían en lo sucesivo comunes a San Cernin y San Nicolás, con exclusión de la Navarrería, contra lo que parecía lógico.»
Con la casa de Champaña un nuevo cambio de situación lleva a que estén la Navarrería y la Población de San Nicolás repartiéndose «els chapitels que son entre lis dos uilatz», sin intervención alguna del Burgo. Ambas entidades acordaron entonces, que las plazas que existían entre sus respectivos muros, «sien per mey comunals totz temps d'aquest dia en auant de las dos uilas sobredictas». Las construcciones levantadas aprovechando el consentimiento de Sancho el Sabio son objeto de litigios y «en 1254 una sentencia de los alcaldes puestos para juzgar los contrafueros, impugna el cometido contra el Burgo, en 1189, por Sancho el Sabio» y se manda «que el rey lo haga deshacer» aunque, con el tiempo, la actitud real ante ello será pasiva y tanto la Navarrería como la Población continuarán ocupando espacios de esta zona intermedia.

### Curiburbu o Zurriburbu
Aunque aún no se puede afirmar con rotundidad, en este espacio debió haber un cuarto barrio, Zurriburbu, Curiburbu o Çurriburbu, que Martinena define como «un barrio de casas más o menos diseminadas que se extendería desde la Carpintería hasta el muro de la Población, ocupando una parte de la actual  plaza del Castillo». También Guilhem de Anelier aporta alguna referencia al indicar que este pequeño núcleo habitado «debía estar cerca de la puerta de la Tripería, perteneciente a la población de San Nicolás: "los de la Población subieron sobre el muro con antorchas, madera y azufre y fueron a prender fuego a Çurriburbu [...] al otro dia salieron nuevamente los de la Navarrería con escudos y yelmos resplandecientes intentando talar las viñas y los frutos. Beaumerché hizo avanzar una maquina defensiva hasta las Triperías; mando abrir el portal y se dirigió hacia Çurriburbu"». Sin embargo, Florencio Idoate desplaza ligeramente este pequeño barrio hacia la parte oriental, cuando hablando del castillo viejo afirma que se citan tres puertas de acceso al mismo: «el "Portal Mayor", "Portal que es enta Sant Jacmes" y "Portal que es enta Çuriburbu" que parece corresponder a la parte de Estafeta más próxima a la muralla.» El barrio habría sido destruido «con motivo de la fortificación de la ciudad entre 1365 y 1367. En el registro de cuentas de 1369 se anota: "en el barrio que es clamado de Çorriburbu, nichil, porque las casas al dicto fueron destruytas por razón de la tayllada que ficicieron los de la Poblation"». Las excavaciones arqueológicas practicadas durante las obras de construcción del actual aparcamiento arrojan vestigios que ratificaban su existencia: «Ocupaba un espacio muy próximo a la muralla de la población, llegando incluso a colmatar parcialmente su foso exterior y a asentar los muros de la vivienda sobre su superficie. Las plantas de las viviendas aparecen seccionadas al este por la muralla que recorre de norte a sur el solar de la plaza del Castillo.»

### Expansión urbanística
Tras el Privilegio de la Unión (1423), sobre este espacio se desarrolla una pequeña expansión urbanística con la Casa de la Jurería (casa consistorial), el castillo de Santiago y la Plaza del Castillo, entre los elementos nuevos más destacados allí construidos.

## Relaciones entre los Burgos
Las tres agrupaciones urbanas estaban bajo el mandato del obispo, siendo sus relaciones bastante complejas, llenas de rivalidades, lo que ocasionó múltiples conflictos. Las causas fundamentales de estos conflictos fueron dos: de una parte, la tierra de nadie entre la Navarrería y San Cernin, que fue otorgada a los primeros por el rey Sancho; por otra, los privilegios que supuestamente habría otorgado Alfonso el Batallador a San Cernin, que produjeron recelos en las otras dos poblaciones.
Se sabe que en 1213 firman una tregua por veinte años, de donde se deduce que ya se habían producido enfrentamientos anteriormente, pero no se cumplió, pues ya en 1222 los de San Cernin atacan San Nicolás, quemando su iglesia-fortaleza. Estos choques continuarían durante años. San Nicolás y San Cernin se enfrentarían por la construcción y uso del foso y el muro que les separaba, mientras que ambas juntas también se enfrentarían a Navarrería.
En 1276 los habitantes del burgo de San Cernin y la población de San Nicolás, francos y navarros, son fieles a la legítima reina Juana y su gobernador, mientras que la nobleza, el alto clero y los habitantes de la ciudad de la Navarrería decían defender los fueros y costumbres del lugar, su economía y su libertad, rebelándose contra todo lo que sus enemigos defienden, incluida la reina.
Se inician los enfrentamientos en el verano de dicho año. En septiembre llegan refuerzos de tropas francesas contra la Navarrería, huyendo los instigadores de la rebelión por el puente de la Magdalena y dejando desamparada a la ciudad. Los sitiadores saquean la ciudad y la Catedral en la que, según las crónicas, "convirtieron en cuadra para caballerías y perros el claustro y el refectorio capitulares". Tras el pillaje, el incendio, "no quedando ningún lugar cubierto donde cobijarse en toda la Navarrería. En su solar podría cortarse hierba y sembrar trigo." Durante casi 50 años no volvería a construirse nada en esta zona.
En 1423 el rey Carlos III otorga el privilegio para la reconstrucción de la ciudad, que ya había comenzado de hecho algunos años antes.

## El Privilegio de la Unión
Carlos III decide cortar el problema de raíz y el 8 de septiembre de 1423 dicta el Privilegio de la Unión, en el que se unen las tres jurisdicciones en un único ayuntamiento, con un único escudo y unas únicas rentas. El documento obliga a eliminar los límites y divisiones físicas entre ciudad, burgo y población, aunque las murallas habrían de tardar bastante en desaparecer. 
Con el tiempo la unión se hará patente y la segmentación casi simbólica, sólo identificable por las parroquias, salvo la doble parroquia del burgo de San Cernin. En el espacio intermedio de las tres se construirá el Ayuntamiento. Por su parte, el foso de separación entre San Nicolás y San Cernin será rellenado y sobre él construida la actual calle Nueva hacia 1585.